# Ташкинова

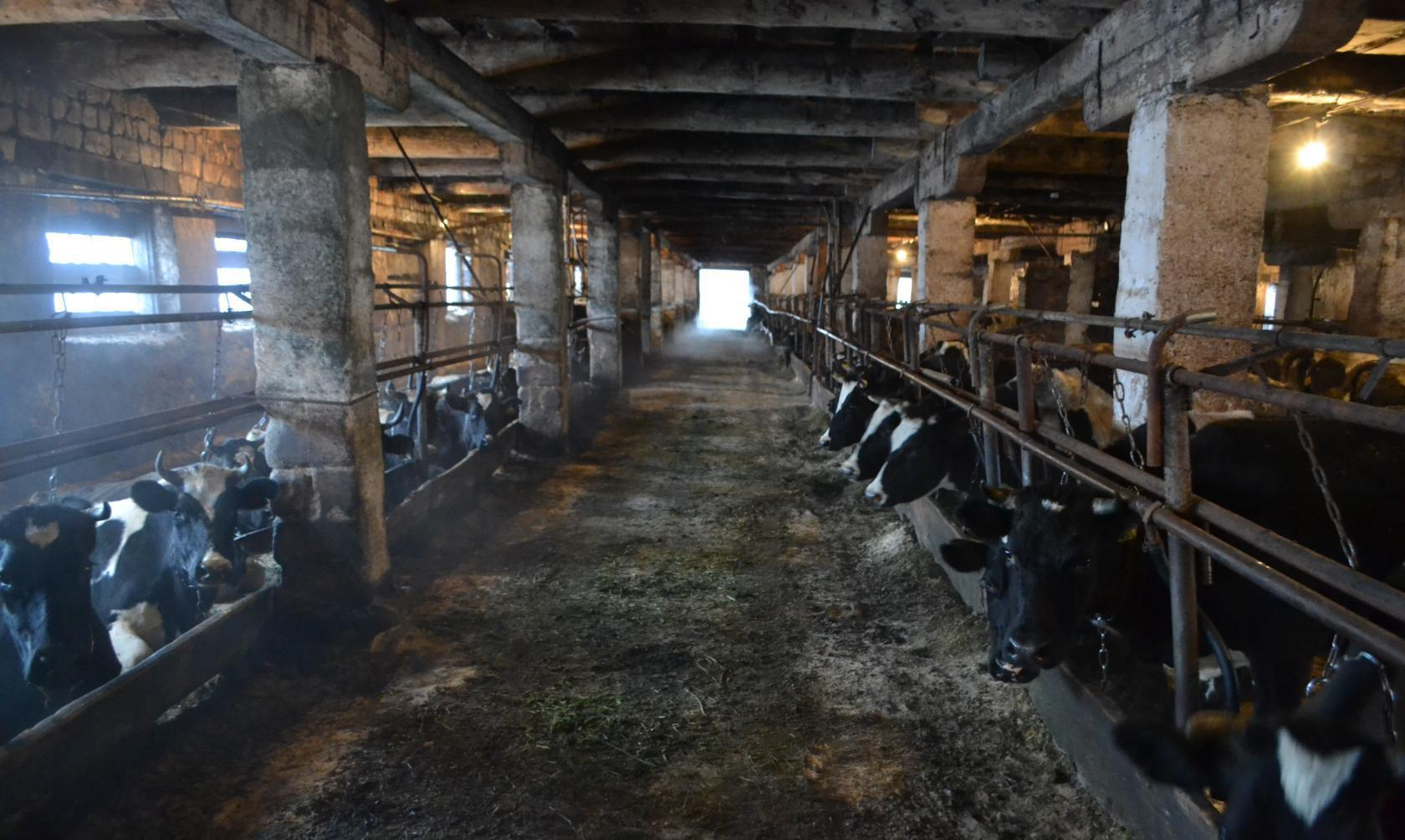
Ферма сельхозпредприятия «Ташкиново»

Ташки́нова — деревня в Нязепетровском районе Челябинской области России. Входит в состав Шемахинского сельского поселения.

## Этимология
Название деревни возникло от фамилии основателей — братьев Ташкиновых, которые в середине XIX века выжигали древесный уголь для Нязепетровского завода и основали первоначально летнюю заимку.

## География
Находится на берегах реки Арганча, примерно в 24 км к северо-западу от районного центра, города Нязепетровск, на высоте 295 м над уровнем моря.

## Население
| 2002 | 2010 |
| ---- | ---- |
| 280  | ↘240 |

По данным Всероссийской переписи, в 2010 году численность населения деревни составляла 240 человек (117 мужчин и 123 женщины).

## Улицы
Уличная сеть деревни состоит из двух улиц (27 Съезда КПСС, Заречная) и одного переулка (Школьный).

## Инфраструктура
На территории деревни функционирует самое крупное хозяйство Нязепетровского муниципального района — СПК «Ташкиново».